# Albert Salomon
Albert Salomon (1883 – 1976) è stato un chirurgo tedesco.
Egli è conosciuto per i suoi studi sulle mastectomie precoci che furono considerate come l'inizio della mammografia.. È stato il padre dell'artista Charlotte Salomon, che morì durante l'Olocausto.

## Patologie della mammella
Nel 1913, Salomon condusse uno studio su 3.000 mastectomie. Nello studio effettuato mediante raggi X, Salomon osservò delle microcalcificazioni. In questo modo, fu in grado di stabilire la differenza su una immagine radiografica tra i tumori cancerosi e non cancerosi al seno. Gli studi mammografici fornirono informazioni sostanziali sulla diffusione dei tumori e dei loro confini. Durante lo studio, Salomon scoprì inoltre che esistono diversi tipi di tumore al seno. Nonostante abbia pubblicato i suoi numerosi studi a partire dal 1913, la mammografia non è diventato una pratica comune fino a molti anni dopo.

## Ultimi anni
Salomon è stato dimesso dall'Università di Berlino nel 1933, quando Adolf Hitler salì al potere. Visse in un campo di concentramento fino al 1939, quando riuscì a entrare clandestinamente nei Paesi Bassi. Dopo la fine della seconda guerra mondiale si trasferì ad Amsterdam dove lavorò come insegnante.